# 투필로
투필로(이탈리아어: Tufillo)는 이탈리아 아브루초주 키에티도에 있는 코무네이다.